# Semîdubî, Dubno
Semîdubî (în ucraineană Семидуби) este localitatea de reședință a comunei Semîdubî din raionul Dubno, regiunea Rivne, Ucraina.

## Demografie
Componența lingvistică a localității Semîdubî
     Ucraineană (98,13%)
     Rusă (1,62%)
     Alte limbi (0,12%)
Conform recensământului din 2001, majoritatea populației localității Semîdubî era vorbitoare de ucraineană (98,13%), existând în minoritate și vorbitori de rusă (1,62%).